# Trimerophytopsida
Las trimerofitas son un grupo de plantas terrestres extintas sin hojas que habitaron desde el Silúrico medio hasta el Devónico medio, hace entre 425 y 370 millones de años y que contiene géneros como Psilophyton. Otro fósil representativo de este grupo es Trimerophyton robustius, que consta de un eje principal liso, con ramas laterales trifurcadas y disposición helicoidal. El grupo es probablemente parafilético, basan de Euphyllophyta, y se cree que es el grupo ancestral del que evolucionaron tanto los helechos como las plantas con semillas (Spermatophyta). Este grupo es importante porque se considera que en él está el linaje que dio origen a todas las demás plantas vasculares terrestres.
Esta división incluye fósiles de plantas que presentan un eje principal provisto de ramas laterales con dicotomías anisótomas; en las ramas más distales se observan ramificaciones tricotómicas. Carecen de raíces y hojas por lo que sus tallos son fotosintéticos.